# Lophacme parva
Lophacme parva är en gräsart som beskrevs av Stephen Andrew Renvoize och Clayton. Lophacme parva ingår i släktet Lophacme och familjen gräs. Inga underarter finns listade i Catalogue of Life.